# Adjarra II
Adjarra II è un arrondissement del Benin situato nella città di Adjarra (dipartimento di Ouémé) con 8.704 abitanti (dato 2006).